# Sindeok
Sindeok, född 1356, död 1396, var en Koreas drottning 1392 – 1396, gift med kung Taejo av Joseon.  Hon fungerade som sin makes rådgivare i politiska frågor. 